# 立川まつり国営昭和記念公園花火大会
立川まつり国営昭和記念公園花火大会（たちかわまつりこくえいしょうわきねんこうえんはなびたいかい）は、毎年7月末に東京都立川市の国営昭和記念公園で開催される花火大会の名称。

## 概説
近年、東京湾大華火祭でも立川と同じ大きさの1.5尺玉の花火が上がるようになったが、以前は、広大な立川基地で行う、東京で一番大きな花火が上がる大会として、有名だった。このため、三多摩地区では一番の花火大会と認識されており、立川市の人口が17万人であるところ、主会場である国営昭和記念公園内観客数だけでも33万人、周辺道路を含めると75万人もの観客が訪れる花火大会となっている。花火大会は、広域から多数の動員を図ることができる三多摩地区の中心地としての立川の魅力と広大な国営昭和記念公園の魅力を伝える最大規模の催事として行われている。現在でも、1.5尺玉の大玉が上がる東京の花火大会は、東京湾大華火祭と立川だけであり、東京一の大玉が上がる花火大会であることには変わりない。

## 歴史
立川の花火大会の開催は、1954年（昭和29年）の第1回立川納涼花火大会が始まり。花火大会は交通量の増加により日野橋河畔から米軍立川基地の敷地を借りる形へと場所を換え実施された。市長に阿部行蔵が就任した際には、立川市は当時隆盛した革新自治体の一つとなり、1972年には、阿部の意向で米軍・自衛隊との共催が拒否され市政が紛糾する事件があった。こうした運動等の理由から花火が打上できない年もあったが、その後あらためて打上会場を設定し、1982年（昭和57年）に「立川まつり花火大会」として復活した。
2011年は東日本大震災が発生したことを受け、復興活動を行っている警察および自衛隊の負担軽減や、協賛金を義援金に変えて支援するという理由から中止された。また、2013年は7月27日に開催する予定だったが、大会開始寸前に突然激しい雷雨となったために中止となり、順延もされなかった。2018年は7月28日に開催される予定だったが、台風12号の影響で11月23日に順延となった。2020年～2022年は新型コロナウイルス感染拡大防止のため中止となった。

## 主催・共催団体など

### 立川まつり国営昭和記念公園花火大会実行委員会
- 立川市
- 立川商工会議所
- 立川観光協会
- 立川市商店街振興組合連合会
- 社団法人立川青年会議所
- 財団法人公園緑地管理財団

### 共催
- 国営昭和記念公園、昭島市、日野市、国分寺市、国立市、東大和市、武蔵村山市、東京都商工会議所連合会、東京都商工会連合会、昭島市商工会、日野市商工会、国分寺市商工会、国立市商工会、東大和市商工会、武蔵村山市商工会

### 後援
- 東京都

### 特別協力
- 陸上自衛隊立川駐屯地

## 交通アクセス
- 東日本旅客鉄道中央線快速,青梅線,南武線の立川駅下車 徒歩15分。
- 東日本旅客鉄道青梅線 西立川駅下車　徒歩1分。

ただし西立川駅からのアクセスは大変混雑し、西立川駅周辺並びに駅構内ホームの幅が狭く、飽和状態となる。このため、特に帰りについては、事故防止のために立川駅の利用を強く推奨しており、多くの観客は、西立川駅からの帰宅は不可能となる。
以前は立川駅の南北通路は数mの幅の地下道が1本だけで同駅での往来は日常的に危険な状態にあった。1982年10月には立川駅北口に駅ビル『Will』（その後ルミネ）が完成したが、この駅改築は同駅に幅20mの南北自由通路を設置する工事も伴う内容であり、花火大会の再開はほぼこのタイミングに合ってもいた。　

## 交通規制
当日、周辺道路は、混雑のため全く動かなくなる。このため、車の利用は事実上不可能となる。周辺を運行している立川バスは一部ルートを変更して運行している。